# جمعية الدراسات الاجتماعية للعلوم
جمعية الدراسات الاجتماعية للعلوم (4S) هي جمعية علمية غير ربحية مخصصة للدراسات الاجتماعية للعلوم والتكنولوجيا (STS). تأسست الجمعية عام 1975، وشهدت نموًا ملحوظًا على مر السنين. في عام 2024، حضر أكثر من 3000 شخص الاجتماع السنوي للجمعية في أمستردام، والذي شاركت في استضافته الجمعية الأوروبية لدراسة العلوم والتكنولوجيا (EASST).